# ديواندره
ديواندره (بالفارسية: دیواندره) هي مدينة تقع في إيران في البلدة المركزية. يقدر عدد سكانها بـ 22,842 نسمة .